# Екзорцизм (фільм, 2024)
«Екзорцизм» (англ. The Exorcism) — американський трилер- фільм жахів   за сценарієм та режисерою М. А. Фортіна та Джошуа Джона Міллера . У ньому зіграли Рассел Кроу, Райан Сімпкінс, Хлоя Бейлі, Сем Аортінгтон, Девід Хайд Пірс, Трейсі Боннер, Саманта Матіс, Джиммі Сімпсон і Адам Голдберг.

## Актори
- Рассел Кроу в ролі Ентоні Міллера
- Сем Вортінгтон у ролі Джо
- Раян Сімпкінс у ролі Лі Міллера
- Хлоя Бейлі в ролі Блейка Холлоуей
- Девід Хайд Пірс у ролі батька Конора
- Марсена Лінетт у ролі Моніки
- Трейсі Боннер у ролі Регіни
- Саманта Матіс у ролі Дженніфер Саймон
- Едріан Пасдар у ролі Тома
- Адам Голдберг у ролі Пітера

## Виробництво
Основні зйомки почалася у Вілмінгтоні, штат Північна Кароліна, у листопаді 2019 року  а завершені в грудні. 